# Подосинки (Калузька область)
Подосинки (рос. Подосинки) — присілок в Малоярославецькому районі Калузької області Російської Федерації.
Населення становить 7 осіб. Входить до складу муніципального утворення Присілок Захарово.

## Історія
Від 2004 року входить до складу муніципального утворення Присілок Захарово.

## Населення
| 2002 | 2010 |
| ---- | ---- |
| 8    | ↘7   |